# 属性
属性（ぞくせい、英：attribute, property）は、一般にあるものに共通して備わっているとされる性質や特徴のことである。例えば物体の色や形、人間の能力（スキルやアビリティ）、素性、社会関係などである。属性は、多くの分野で使用される用語である。
スコラ学などの古典的なアリストテレスの系譜の哲学の用語法では、attributeは本質に属し、本質を構成する性質をいった。それに対し、propertyは本質には属さないが個体の有しうる、有している特性をいった。ただし、この区別は近世以後混交し、現代ではほとんど用いられなくなった。
現在では、哲学者によっては、たとえばattributeをその性質の類（たとえば色）、propertyをその性質の値（たとえば赤）とするなど、前述の古典的定義や語感を勘案しつつ独自の区別を定義する場合もあるが、一致した区別があるわけではなく、通用されることがほとんどである。

## コンピュータ分野での例
コンピュータ分野における属性とは、資源そのものや利用を行うものの性質や権限などに応じて、設定されることが多い。例えば、ファイル属性、ユーザー属性などがある。
Windows, MS-DOSのファイル/ディレクトリ管理ではこの属性には「読み取り専用」「アーカイブ」「隠しファイル」などがある。プロパティとも呼ぶ。attribコマンドでファイルの属性を表示、変更することができる。属性一覧表示で現れるアルファベットの意味は、以下のようになる。
- R - 読み取り専用属性（Read-only file）
- A - アーカイブ属性（Archive file）
- S - システムファイル（英語版）属性（System file）
- H - 隠しファイル属性（Hidden file）

Unix系オペレーティングシステムにおける属性については、ファイルパーミッションを参照。
関係データベース（リレーショナルデータベース）の関係モデル（リレーショナルモデル）における属性については、属性 (データベース) を参照。

## コンピュータゲーム・TRPG分野での例
ロールプレイングゲーム（TRPG、CRPG問わず）やその他のコンピュータゲームでの属性という言葉はシステム的な意味で使用されることが多い。大別して二種類の用法があるが、両者を区別無く扱うゲームも存在する。

### キャラクター
秩序（ローフル）・混沌（カオティック）・善（グッド）・悪（イビル）・中立（ニュートラル）・光（ライト）・闇（ダーク）、などというように、キャラクターの性格や価値観、所属グループなどを表す。属性が対立していると仲間にできない、あるいは何らかの問題が発生するなどのゲームシステムになっている場合が多い。英語の「アライメント（alignment）」の対訳。広義では種族（人間、エルフ、ドラゴン等）やキャラクタークラスも含む。属性（ダンジョンズ&ドラゴンズ）を要参照。

### 性質
炎・氷・雷・突・斬・打・聖、などというように、攻撃や魔法に代表されるスキル、あるいはアイテム等に用いられるエネルギーの原理を象徴する相性。ゲーム中で使用される武器・魔法・スキルなどの多くには属性が設定されている。一方で敵味方のキャラクターには各属性に対する耐性が設定されており、使用した武器・魔法・スキルなどの属性と使用対象キャラクターの耐性の組み合わせによって効果の大小が変化する。キャラクターの耐性は防具の装備や魔法などの手段で変えることもできる。
- 属性が戦闘に与える影響の例として、炎は植物やアンデッド等に効きやすく、氷は炎系・爬虫類・両生類等に効きやすく、雷は機械系・水棲生物に効きやすく、水は砂漠の生物・炎系や雷系の一部に効きやすく、物理的な属性では打撃は硬い敵に効きやすく軟らかい敵に効きにくいといったものがある。
- 幽霊などの実態を持たない霊体には、通常の武器では攻撃が無効化されヒットしないため、霊体攻撃が可能な効果を持つ武器や、通常の武器に属性付与魔法（エンチャント、付与魔術、魔力付与、魔力付加など）やアイテムで一時的に武器に新たな属性を持たせることで攻撃が可能となるなど。
- アイテムを持ち呪文を唱えることでアイテムに隠された力が発動し、通常の使用より大きな効果や、通常の使用と異なる効果、魔法を習得していないキャラクターでも魔法を使用するなど。
- 属性には無属性という用語がありゲームによって「無属性という属性」として扱われたり「属性がない」という意味で扱われたりする。ゲームによっては「属性がない」パターンであっても「防御力（や魔法防御力）は高いが特定の属性が弱点の敵」がいる関係で疑似的な属性となる場合もある。

陰陽五行や四大元素、エレメンタルなどが属性システムの参考にされることが多い。これらの概念は漫画などでも利用されることがある。

## その他の例
- 人物などにおける属性については、萌え属性を参照。
- 金融における属性とは、信用情報のことを指す。
- 地理情報システムにおける属性とは、図形や点データに付加する情報を指す。